# Microrregión de Iguatu
La microrregión de Iguatu es una de las  microrregiones del estado brasileño del Ceará perteneciente a la mesorregión  Centro-Sur Cearense. Su población fue estimada en 2005 por el IBGE en 219.485 habitantes y está dividida en cinco municipios. Posee un área total de 4.762,797 km².

## Municipios
- Cedro
- Icó
- Iguatu
- Orós
- Quixelô

- Datos: Q2009871